# Eutrepsia subcostalis
Eutrepsia subcostalis är en fjärilsart som beskrevs av William Schaus. Eutrepsia subcostalis ingår i släktet Eutrepsia och familjen mätare. Inga underarter finns listade i Catalogue of Life.